# Sudán del Sur en los Juegos Olímpicos de París 2024
Sudán del Sur estuvo representado en los Juegos Olímpicos de París 2024 por catorce deportistas, trece hombres y una mujer, que compitieron en dos deportes.
Los portadores de la bandera en la ceremonia de apertura fueron el baloncestista Kuany Kuany y la atleta Lucia Moris. El equipo olímpico sursudanés no obtuvo ninguna medalla en estos Juegos.